# Gene Lockhart
Gene Lockhart, pseudonimo di Eugene Lockhart (London, 18 luglio 1891 – Santa Monica, 31 marzo 1957), è stato un attore, cantante e compositore canadese naturalizzato statunitense.

## Biografia
Nato da una coppia con ascendenze inglesi, scozzesi ed irlandesi, Gene Lockhart fece il suo debutto sulle scene all'età di sei anni come danzatore scozzese con la Kilties Band, un gruppo musicale al seguito del 48º Reggimento Canadese. La sua carriera iniziò come cantante e scrittore di canzoni, con concerti in Canada spesso apparendo sulle scene con la cantante Beatrice Lillie.
Giunto negli Stati Uniti, proseguì la carriera sul palcoscenico, comparendo - fra le altre - nell'operetta Ruddigore di Gilbert e Sullivan, e in riviste quali Handy Man, Sure Fire, Bunk of 1926, di cui fu anche autore, e Ah, Wilderness con George M. Cohan, in scena nella stagione 1933-1934, in cui Lockhart interpretò il personaggio dello zio Sid, ruolo che rimase sempre il suo favorito tra quelli interpretati in teatro.
Grazie alla performance in Ah, Wilderness, Lockhart ottenne un contratto con la casa produttrice RKO e uno dei suoi primi ruoli fu nel film By Your Leave (1934), per la regia di Lloyd Corrigan, che fu l'inizio per l'attore di una lunga e prolifica carriera di caratterista, tra i più eminenti di Hollywood, ugualmente a suo agio nella parte del turpe "cattivo" ma anche in ruoli di personaggi gentili e positivi.
Tra gli oltre 140 titoli della sua filmografia, incluse molte pellicole girate sotto l'etichetta della Warner Brothers, da ricordare Un'americana nella Casbah (1938), per il quale ottenne una candidatura all'Oscar al miglior attore non protagonista, e Anche i boia muoiono (1943) per la regia di Fritz Lang. Tra i suoi ruoli più famosi, quello del giudice nel film Il miracolo della 34ª strada (1947).
La figlia June Lockhart è diventata a sua volta un'affermata attrice di cinema e televisione.
A Gene Lockhart è dedicata una stella al numero 6307 di Hollywood Boulevard, a Hollywood.

## Filmografia parziale

### Cinema
- La maschera di mezzanotte (Star of Midnight), regia di Stephen Roberts (1935)
- L'irresistibile (Earthworm Tractors), regia di Ray Enright (1936)
- La volontà occulta (The Garden Murder Case), regia di Edwin L. Marin (1936)
- Un'americana nella Casbah (Algiers), regia di John Cromwell (1938)
- Blondie, regia di Frank R. Strayer (1938)
- Men Are Such Fools, regia di Busby Berkeley (1938)
- I'm from Missouri, regia di Theodore Reed (1939)
- Bridal Suite, regia di Wilhelm Thiele (1939)
- La signora del venerdì (His Girl Friday), regia di Howard Hawks (1940)
- A sud di Pago Pago (South of Pago Pago), regia di Alfred E. Green (1940)
- L'oro del demonio (All That Money Can Buy), regia di William Dieterle (1941)
- Il lupo dei mari (The Sea Wolf), regia di Michael Curtiz (1941)
- Arriva John Doe (Meet John Doe), regia di Frank Capra (1941)
- La storia del generale Custer (They Died with Their Boots On), regia di Michael Curtiz (1941)
- Un piede in paradiso (One Foot in Heaven), regia di Irving Rapper (1941)
- Il canto del deserto (The Desert Song), regia di Robert Florey (1943)
- Anche i boia muoiono (Hangmen Also Die!), regia di Fritz Lang (1943)
- Mission to Moscow, regia di Michael Curtiz (1943)
- La mia via (Going My Way), regia di Leo McCarey (1944)
- La casa della 92ª strada (The House on 92nd Street), regia di Henry Hathaway (1945)
- Femmina folle (Leave Her to Heaven), regia di John M. Stahl (1945)
- Tornerai (Meet Me on Broadway), regia di Leigh Jason (1946)
- Il miracolo della 34ª strada (Miracle on 34th Street), regia di George Seaton (1947)
- Cinzia (Cynthia), regia di Robert Z. Leonard (1947)
- Serenata messicana (Honeymoon), regia di William Keighley (1947)
- La superba creola (The Foxes of Harrow), regia di John M. Stahl (1947)
- Giovanna d'Arco (Joan of Arc), regia di Victor Fleming (1948)
- Amore sotto i tetti (Apartment for Peggy), regia di George Seaton (1948)
- Quel meraviglioso desiderio (That Wonderful Urge), regia di Robert B. Sinclair (1948)
- L'ispettore generale (The Inspector General), regia di Henry Koster (1949)
- Naviganti coraggiosi (Down to the Sea in Ships), regia di Henry Hathaway (1949)
- Madame Bovary, regia di Vincente Minnelli (1949)
- Luce rossa (Red Light), regia di Roy Del Ruth (1949)
- La gioia della vita (Riding High), regia di Frank Capra (1950)
- La collina della felicità (I'd Climb the Highest Mountain), regia di Henry King (1951)
- Il gatto milionario (Rhubarb), regia di Arthur Lubin (1951)
- Una ragazza in ogni porto (A Girl in Eevery Port), regia di Chester Erskine (1952)
- Androclo e il leone (Androcles and the Lion), regia di Chester Erskine (1952)
- Down Among the Sheltering Palms, regia di Edmund Goulding (1953)
- Carousel, regia di Henry King (1956)
- L'uomo dal vestito grigio (The Man in the Gray Flannel Suit), regia di Nunnally Johnson (1956)
- Un solo grande amore (Jeanne Eagels), regia di George Sidney (1957)

### Televisione
- Lights Out – serie TV, episodio 3x13 (1950)
- Crossroads – serie TV, episodio 1x06 (1955)
- The 20th Century-Fox Hour – serie TV, episodio 1x05 (1955)
- Scienza e fantasia (Science Fiction Theatre) – serie TV, episodi 2x05-2x20 (1956)
- Telephone Time – serie TV, episodio 2x04 (1956)
- Climax! – serie TV, episodio 3x19 (1957)

## Doppiatori italiani
- Corrado Racca in L'oro del demonio, Il lupo dei mari, La storia del generale Custer, Un piede in paradiso, Il canto del deserto, L'ostaggio, L'ispettore generale
- Amilcare Pettinelli in Amore sotto i tetti, Sotto i tetti, Luce rossa, Francis contro la camorra, La signora vuole il visone, L'uomo dal vestito grigio
- Mario Besesti in La gioia della vita, La collina della felicità, I professori non mangiano bistecche, Carousel
- Olinto Cristina in Anche i boia muoiono, Il miracolo della 34ª strada
- Lauro Gazzolo in La superba creola, Quel meraviglioso desiderio
- Stefano Sibaldi in L'ultimo pellirossa
- Carlo Romano in Giovanna D'Arco
- Vinicio Sofia in Singapore intrigo internazionale
- Gino Baghetti in Un solo grande amore
- Manlio De Angelis in La maschera di mezzanotte (ridoppiaggio)
- Bruno Alessandro in La signora del venerdì (ridoppiaggio)
- Arnoldo Foà ne Il miracolo della 34ª strada (ridoppiaggio)